# Universidad de la Ciudad de Manila
La Universidad de la Ciudad de Manila (se usa el acrónimo PLM; University of the City of Manila, en inglés; Unibersidad ng Siyudad ng Maynila, en filipino) es una universidad de la Ciudad de Manila, considerada como una de las más prestigiosas de Filipinas, y fue fundada por un acto del Congreso de la República de Filipinas en 1965.
Como universidad autónoma es un organismo público, descentralizado del Estado, basada en los principios de libertad de cátedra y de investigación, e inspirada en todas las corrientes del pensamiento, sin tomar parte en actividades militantes y derrotando cualquier interés individual.

## Historia
Existía ya una primitiva universidad en Manila fundada en 1621 en el Colegio de la Compañía de Jesús y en el emplazamiento que ocupa la actual. Era conocido como "Colegio Seminario de San Ignacio", "Colegio Máximo de San Ignacio" y, en 1621, Universidad de San Ignacio; fue la primera Universidad Real y Pontificia en Filipinas y en Asia y la primera escuela en Filipinas. Aparte de Colegio de Manila, había otras estructuras que se construyeron en esa ubicación, como la Iglesia de Santa Ana, primera iglesia de piedra en las Filipinas. Tras la expulsión de los jesuitas de las islas Filipinas (1767), los edificios se transformaron en un cuartel militar llamado Cuartel del Rey (también conocido como Cuartel de España), lugar donde José Rizal fue procesado por sedición el 26 de diciembre de 1896.

## Divisiones académicas
Sus colegios están distribuidas entre varios campus repartidos por la ciudad y alrededores: PLM Campus Principal, PLM Colegios de los Distritos, y PLM Distancia a Universidad.

### PLM Campus Principal
El campus principal está en el distrito de Intramuros, en la ciudad de Manila, Filipinas. Ofrece de los cursos la universidad, al licenciado, y a niveles universitarios superiores en distintos campos como las artes, las ciencias, tecnologías, ingenierías, derecho, y medicina.

### Admisiones

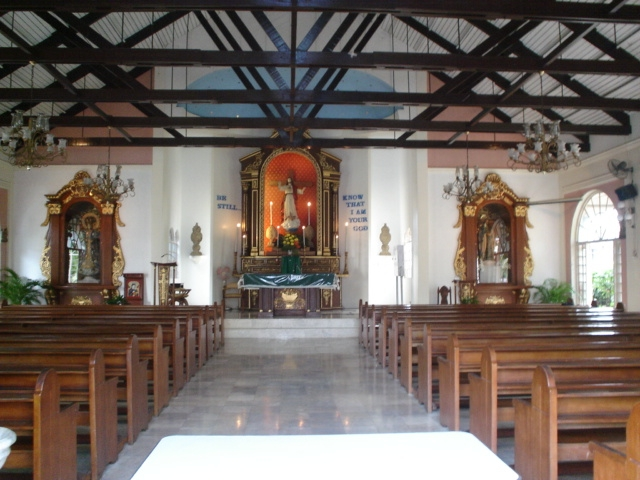
La capilla de PLM

PLM es muy selectiva en sus admisiones. Menos del 3% solicitantes al programa de "undergraduate" son admitidos. Durante el curso 2006-2007, esta universidad ha formado a 11,000 estudiantes en las áreas del conocimiento. Los estudiantes tienen la oportunidad de aprovecharse de accesibilidad de la facultad a través de sus carreras, y los programas graduados fuertes de PLM en artes y ciencias permiten que la facultad enriquezca aún más la experiencia de aprendizaje de los estudiantes ofreciendo el desenvolvimiento directo en las investigaciones avanzadas.

### PLM Colegios de los Distritos
Los colegios de los distritos fue creada en 2001, con el objetivo de que ampliara la oferta de titulaciones existentes y de que reuniera las enseñanzas universitarias impartidas en centros públicos que.
Actualmente el institución posee 2 edificios en los distritos de Manila, uno en la Escuela Técnica de Antonio Villegas en Tondo (Distrito I), y otro en el  Instituto de Enseñanza Secundaria de Ramon Avanceña en Quiapo (Distrito III).

### PLM Distancia a Universidad

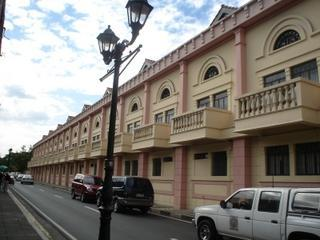
El edificio de Don Pepe Atienza

La universidad a distancia es una universidad pública filipina de ámbito estatal. Se trata de una Universidad relativamente joven, que empieza sus actividades académicas en 2002.
La universidad a distancia combina la tradicional metodología a distancia con el uso intensivo de las nuevas tecnologías de la información y la comunicación a través de sus cursos en la televisión educativa, los programas de radio y el apoyo a sus alumnos mediante tutorías presenciales de asistencia no obligatoria en su amplia red de Centros Asociados.
La universidad a distancia cuenta con una extensa red de Centros Asociados que permiten al estudiante acercarse a un centro universitario, consultar con su profesor tutor, realizar sus exámenes, y acceder a servicios informáticos y bibliotecarios. En la actualidad, la distancia a universidad posee 60 centros asociados en Filipinas así como otros 2 en el extranjero, el primero y decano, creado en la Arabia Saudita, y el último, en la Tailandia.
La Sede Central, situada en edificio de Don Pepe Atienza, se compone de Facultades, Secciones y Departamentos, como el resto de Universidades del país, y a ella pertenecen los profesores responsables de la docencia e investigación de las distintas materias. La distancia a universidad, además de los profesores permanentes (Catedráticos y Profesores Titulares), tiene en su plantilla profesores contratados (asociados, ayudantes, colaboradores, y contratados doctores). Los Centros Asociados se encargan de contratar, y de remunerar a los Profesores-tutores. Sus funciones son las propias de su nivel pero en la modalidad de Enseñanza a Distancia.
Los Centros Asociados sirven de apoyo a las enseñanzas de la distancia a universidad y promueven el progreso cultural del entorno en donde se ubican. En la práctica son instituciones básicas del sistema, donde se acoge, orienta y asiste presencialmente al alumno. Facilitan la socialización, organizan las pruebas presenciales, proporcionan los recursos materiales de apoyo y actúan como enlaces entre el alumno y la Sede Central.
- Wikimedia Commons alberga una galería multimedia sobre Universidad de la Ciudad de Manila.